# تپه کچل
تپه کچل مربوط به مس وسنگ است و در شهرستان کرمانشاه، بخش کوزران، دهستان سنجابی، ضلع غربی روستای بوربور واقع شده و این اثر در تاریخ ۲۷ اسفند ۱۳۸۶ با شمارهٔ ثبت ۲۲۴۲۷ به‌عنوان یکی از آثار ملی ایران به ثبت رسیده است.